# Bernard Mayot
 (mai 2023).
 (mai 2023).
Si vous disposez d'ouvrages ou d'articles de référence ou si vous connaissez des sites web de qualité traitant du thème abordé ici, merci de compléter l'article en donnant les références utiles à sa vérifiabilité et en les liant à la section « Notes et références ».
Bernard Mayot est un footballeur français né le 12 septembre 1955 à Lyon 4e. Il était milieu de terrain.
Formé à l’Olympique Lyonnais, puis recruté par Robert Nouzaret, il joue principalement en faveur du Montpellier HSC. Il joue son premier match professionnel en D2 contre Avignon et participe à la première montée du club en L1. Il effectue le premier match du club en L1 contre L’AJ Auxerre et atteindra la barre des 100 matchs en professionnels. À cause d'une blessure grave, il mettra un terme à sa carrière. Il devient ensuite entraîneur de plusieurs clubs de l'Hérault.